# تشاد مورغان (ممثلة)
تشاد مورغان (بالإنجليزية: Chad Morgan)‏ هي ممثلة أمريكية، ولدت في 30 نوفمبر 1973 في أتلانتا في الولايات المتحدة.

## وصلات خارجية
- تشاد مورغان على موقع IMDb (الإنجليزية)
- تشاد مورغان على موقع قاعدة بيانات الفيلم (الإنجليزية)